# Marx-Engels-Werke

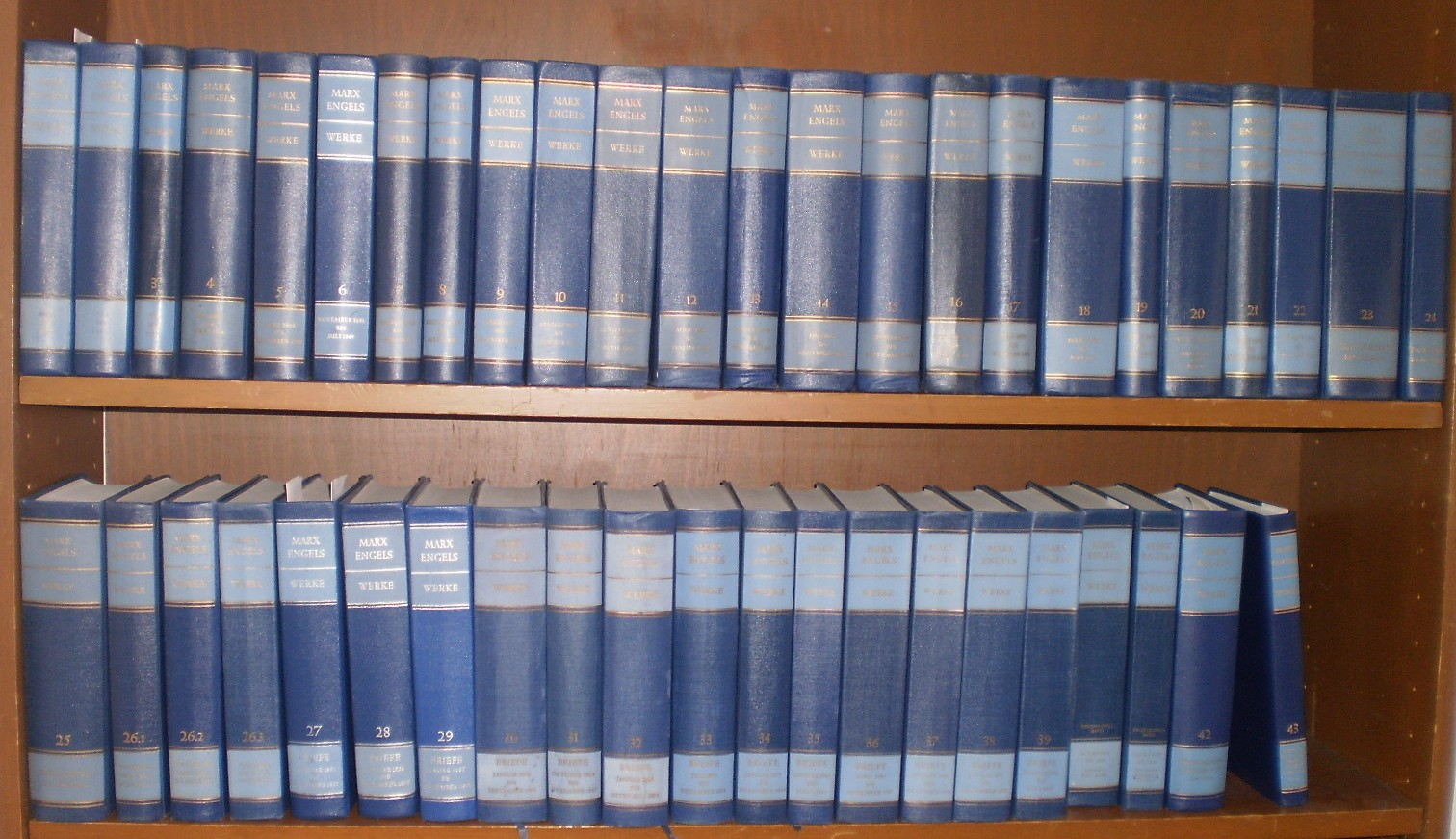
Die „Blauen Bände“ der MEW in einem Bücherregal

Die Marx-Engels-Werke (MEW, auch bekannt als Blaue Bände) sind eine verbreitete und vielzitierte Studienausgabe der Werke von Karl Marx und Friedrich Engels. Es handelt sich dabei um 44 Bände (in 46 Büchern), die ab 1956 vom Institut für Marxismus-Leninismus beim Zentralkomitee der SED (Bd. 1–42), vom Institut für Geschichte der Arbeiterbewegung (Bd. 43), bzw. von der Rosa-Luxemburg-Stiftung (Bd. 44) im Berliner Dietz Verlag herausgegeben wurden. Die Rosa-Luxemburg-Stiftung fungiert seit 1999 als Herausgeberin der MEW.
Mit den in den 44 Bänden der MEW abgedruckten 1700 Schriften und 4170 Briefen bleibt die Ausgabe bis zur Fertigstellung der Marx-Engels-Gesamtausgabe (MEGA2) die umfassendste Edition des literarischen Nachlasses von Marx und Engels in deutscher Sprache. Ihre hohe Auflage und große Verbreitung fußt nicht zuletzt darauf, dass ca. 60 % der in den MEW edierten Texte im deutschen Originalwortlaut enthalten sind, was die Ausgabe in der Vergangenheit international zur beliebten Grundlage für Übersetzungen und Forschungsarbeiten machte. Die Bände der MEW erfahren bis heute regelmäßige Neuauflagen und werden weiterhin im Karl Dietz Verlag veröffentlicht, wo sie von Ingo Stützle überarbeitet und betreut werden.

## Editionsgeschichte

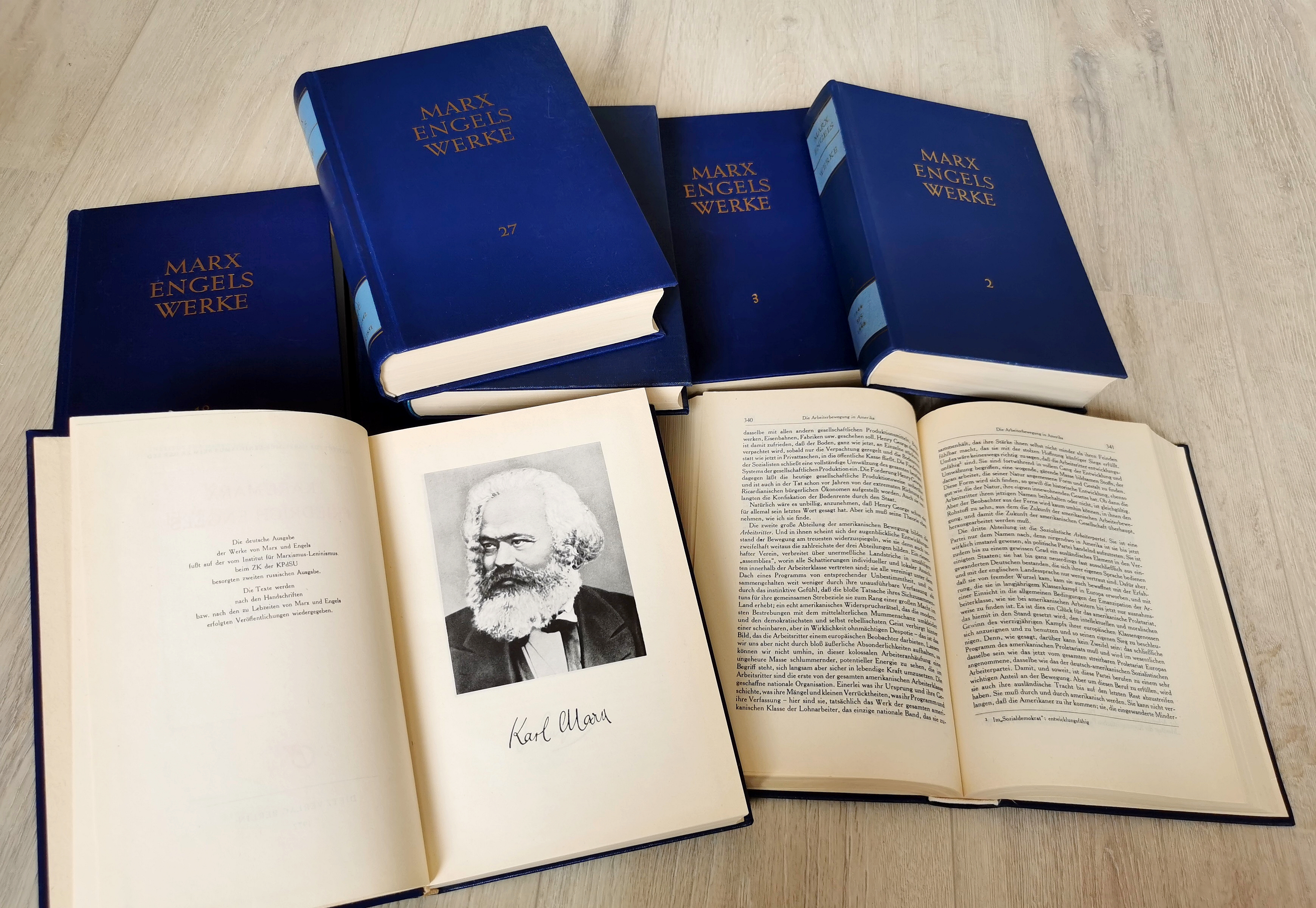
Verschiedene MEW-Bände, darunter der aufgeschlagene Band 1 mit Porträt von Karl Marx

Der Beschluss zur Herausgabe einer vielbändigen deutschsprachigen Marx-Engels-Werkausgabe wurde vom ZK der SED im „Karl-Marx-Jahr“ 1953 (anlässlich des damals 70 Jahre zurückliegenden Todes von Karl Marx) gefasst. Die Ausgabe hatte dabei ausdrücklich auf der zweiten russischsprachigen Marx-Engels-Werkausgabe (Sotschinenija2) zu fußen. Diese wurde vom Institut für Marxismus-Leninismus beim ZK der KPdSU in Moskau herausgegeben und erschien zwischen 1955 und 1966 in 39 (Haupt-)Bänden, denen sich zwischen 1968 und 1981 noch drei Register- und 11 Ergänzungsbände (40–50) anschlossen. Von der sowjetischen Mutterausgabe wurden in den MEW Bandeinteilung, Textauswahl und Apparat (Vorworte, Kommentierung, Register usw.) übernommen. Die – ohnehin zu großen Teilen auf Deutsch vorliegenden – Texte wurden in den MEW hingegen auf Grundlage der Originalmanuskripte ediert, bzw. aus den Originalsprachen ins Deutsche übersetzt.
Auf dem grundsätzlichen Charakter der Sotschinenija2 aufbauend, handelt es sich bei den MEW nicht um eine historisch-kritische Gesamtausgabe, sondern um eine große Studienausgabe mit repräsentativer Textauswahl, die alle abgeschlossenen und veröffentlichten Werke, Schriften und Artikel von Marx und Engels, außerdem eine Auswahl von Manuskripten, Entwürfen und Vorarbeiten, und zuletzt die Briefe der beiden Autoren enthält. Auf „lückenlose Publikation von Exzerpten, Rohentwürfen, Skizzen – also Vorarbeiten überhaupt“ und „Wiedergabe der Texte in der Sprache des Originals“ wurde im Unterschied zu den Bänden der ersten und zweiten MEGA bewusst verzichtet (MEW, Bd. 2, S. IX–X).

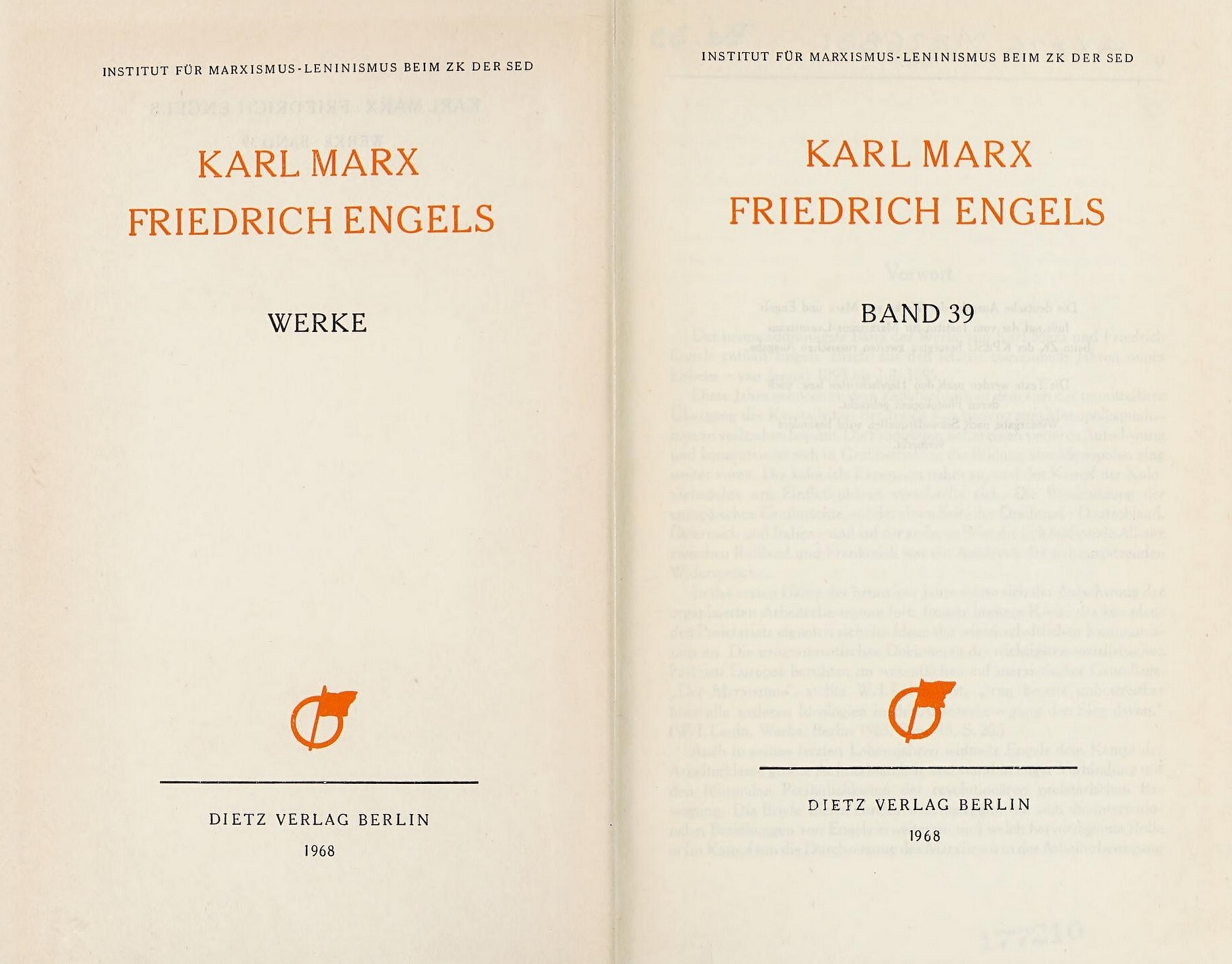
Titelblätter des die Ausgabe zunächst abschließenden MEW-Bandes 39 (1. Auflage, 1968)

Die 39 Hauptbände der MEW erschienen zwischen 1956 und 1968, ihnen schlossen sich 1967 und 1968 zwei Ergänzungsbände (Bd. 40 und 41) mit vorher in Bd. 1 und 27 der Ausgabe ausgelassenen Schriften, Manuskripten und Briefen von Marx und Engels aus dem Zeitraum bis 1844 an, 1983 außerdem ein Band mit Marx’ „Grundrissen der Kritik der politischen Ökonomie“ (Bd. 42), und 1990 bzw. 2018 zwei Bände mit Marx’ ökonomischem Manuskript aus den Jahren 1861–1863 (Bd. 43 und 44). Zusätzlich umfasst die Ausgabe zwei Verzeichnisbände und einen Registerband.
Die akademische Auseinandersetzung mit dem Marxismus auf Grundlage der MEW zog in der Bundesrepublik der Adenauer-Ära und zu Zeiten des Kalten Krieges unter Umständen auch juristische Folgen nach sich. So berichtete Oskar Negt von der Konfiszierung bestellter MEW-Bände aus der DDR durch ein westdeutsches Amtsgericht im Jahre 1960, weil es sich um „staatsgefährdendes Propagandamaterial“ aus der „Sozialistischen Besatzungszone“ handele, das „auf Grund der gesetzlichen Bestimmungen von dem Amtsgericht in Rothenburg beschlagnahmt worden ist“. Dennoch wurden die MEW im deutschsprachigen Raum schnell zur anerkannten Referenzgrundlage für Einzel- und Auswahlausgaben und für die Zitation in wissenschaftlichen Arbeiten und Publikationen.
In der internationalen Marx-Engels-Edition und -Forschung nahmen die MEW über lange Zeit eine Sonderstellung ein, weil sie zu großen Teilen nicht auf Übersetzungen aus anderen Sprachen, sondern auf den deutschen Originalmanuskripten fußen (eine ähnliche Sonderrolle hat sonst nur die zwischen 1975 und 2004 herausgegebene 50-bändige englischsprachige Werkausgabe Marx/Engels Collected Works (MECW) inne, in der ca. 30 % der Texte auf dem englischen Originalwortlaut basieren). Die bis 1989 erschienenen Bände der MEW erlebten pro Band etwa 4–5 Auflagen, also jeweils über 60.000 abgesetzte Exemplare. Bis zum Ende der DDR wurden insgesamt ca. 3,5 Millionen Bände der MEW gedruckt. Insgesamt ca. 1500 Exemplare pro Band wurden in über 30 Länder exportiert, davon alleine ca. 500–600 nach Japan.
Nachdem das Erscheinen der MEW infolge des Zusammenbruchs der DDR gestoppt worden war, übernahm im Jahr 1999 die PDS-nahe Rosa-Luxemburg-Stiftung die Herausgeberschaft der Ausgabe. Um ihre Verfügbarkeit aufrechtzuerhalten, sind seitdem etwa ein Dutzend MEW-Bände unverändert nachgedruckt worden (darunter die Bände 5, 6, 12, 17, 23, 24, 25, 26.1, 26.2, 32, 34 und 42), außerdem erscheinen regelmäßig Neubearbeitungen, die zwar text- und seitenidentisch mit den bisherigen Ausgaben sind, aber in Vorworten, Anmerkungen, Chroniken und Personenregistern vollständig neu herausgegeben sind (z. B. die Bände 1, 8, 13, 21, 40 und 41). Im Frühjahr 2018 erschien zudem nach langer Editionsarbeit Band 44 der MEW im Karl Dietz Verlag, dessen Bearbeitung noch zu DDR-Zeiten begonnen wurde, 1990 aber abgebrochen werden musste.
Im Mai 2025 gab der Dietz Verlag bekannt, dass im Verlaufe des Jahres alle Bände der MEW im Rahmen einer Onlineedition frei zugänglich gemacht werden. Dies umfasst auch alle neueren Ausgaben und deren Vorworte ab 2006 sowie den noch erscheinenden Band 45. Außerdem wird es digitale Bearbeitungsmöglichkeiten geben sowie die volle Durchsuchbarkeit sämtlicher Texte ermöglicht. Bei den gedruckten Büchern wird es die Änderung geben, dass ab sofort die Bände im Nachdruck als Paperback erscheinen werden, ausgenommen die Kapital-Bände und neu angekündigte Band 45. Anfang Juli 2025 war mit dem Nachdruck mehrerer Bände, darunter zwei mit neuen Vorworten, die MEW wieder vollständig lieferbar.

## Struktur

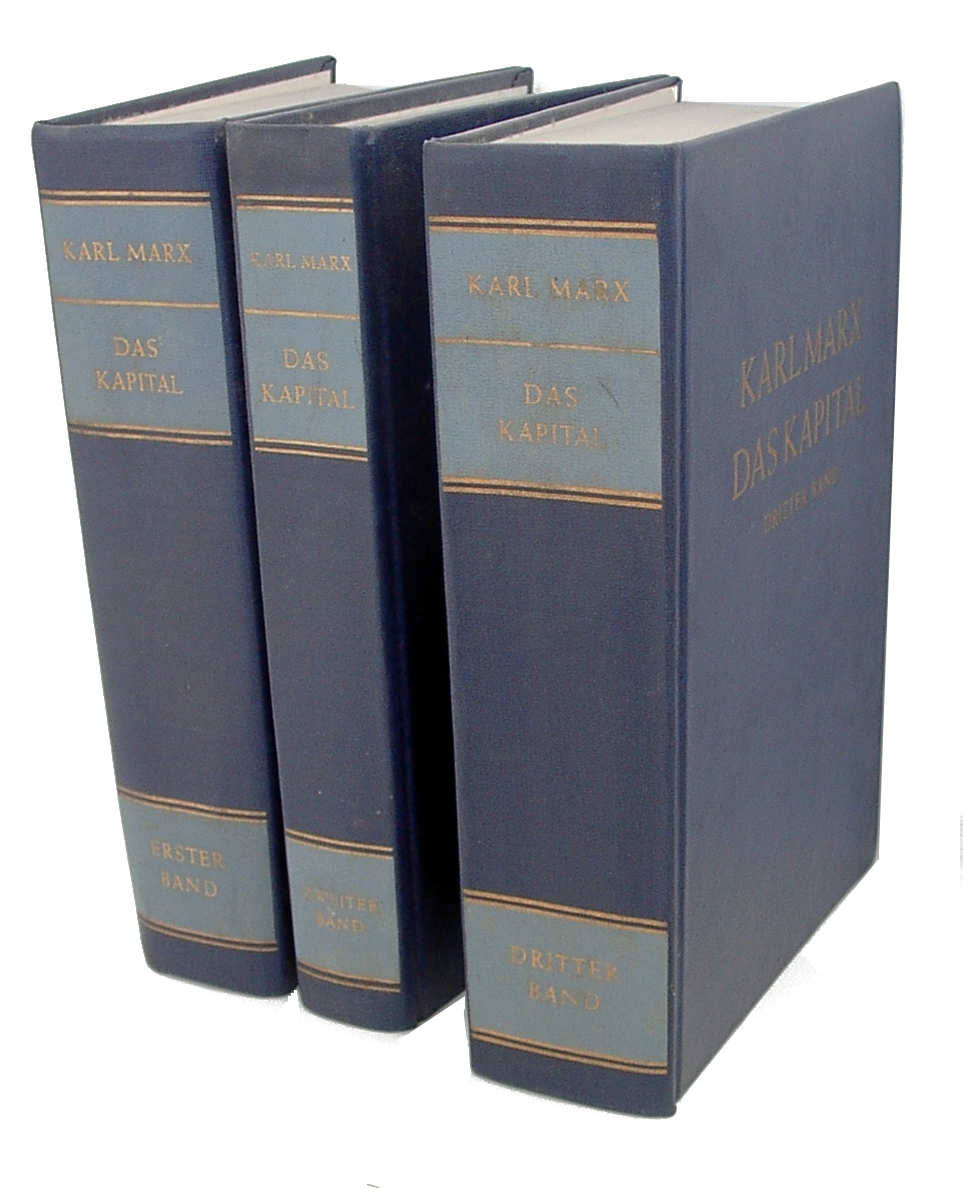
Die MEW-Bände 23–25 (Das Kapital) als Separatausgabe, 1973

Obwohl bei den MEW, anders als etwa in der MEGA, keine ausgewiesene Gliederung in verschiedene Abteilungen vorliegt (stattdessen erfolgt eine ununterbrochen fortlaufende Nummerierung der Bände), kann die Ausgabe doch in drei bzw. vier Bereiche eingeteilt werden:
- Bd. 1–22 (Werke und Artikel): Hier sind die bekannten philosophischen, ökonomischen, historischen und politischen Arbeiten von Marx und Engels abgedruckt, darunter bspw. „Die deutsche Ideologie“ (Bd. 3), das „Kommunistische Manifest“ (Bd. 4), „Der achtzehnte Brumaire des Louis Bonaparte“ (Bd. 8), „Kritik des Gothaer Programms“ (Bd. 19) oder Engels’ „Anti-Dühring“ (Bd. 20).
- Bd. 23–26.3 (Ökonomische Schriften): Dieser Bereich umfasst die drei Bände von Marx’ Hauptwerk „Das Kapital“ (Bd. 23–25) und die „Theorien über den Mehrwert“ (Bd. 26.1–26.3), einen Teil des ökonomischen Manuskripts der Jahre 1861–1863.
- Bd. 27–39 (Briefe): Die Briefbände umfassen den Briefwechsel von Marx und Engels miteinander und an dritte Personen (jedoch anders als die MEGA2 nicht die Briefe dritter Personen an Marx und Engels) aus dem Zeitraum 1842–1895.
- Bd. 40–44 (Ergänzungsbände): Die Bände 40 und 41 ergänzen vorher ausgelassenes Material von Marx und Engels aus dem Zeitraum bis 1844, Bd. 42 umfasst die „Grundrisse“ von 1857/58 und die Bände 43 und 44 ergänzen die Bände 26.1–26.3, indem sie das ökonomische Manuskript der Jahre 1861–1863 vervollständigen.

Zusätzlich sind erschienen:
- Zwei Verzeichnisbände: Ein erster Band (Marx-Engels-Verzeichnis, Erster Band: Werke, Schriften, Artikel) im Jahre 1966, ein zweiter (Marx-Engels-Verzeichnis, Zweiter Band: Briefe, Postkarten, Telegramme) 1971.
- Sachregister für Bd. 1–39: Nachdem bereits 1983 bei Pahl-Rugenstein ein Sachregister für die MEW erschienen war, folgte die offizielle Ausgabe des Dietz Verlags im Jahr 1989 (Marx-Engels-Werke, Sachregister (Band 1–39)).

## Kritik
Seitens der Philosophiegeschichte und innerhalb des Marxismus selbst waren die MEW teilweise umstritten. Durch ihren Ursprung als deutschsprachige Variante der zweiten russischsprachigen Werkausgabe wurden sie nach den politisch-ideologischen Vorgaben der SED- und KPdSU-Führung ediert. Indem Vorworte und das System der Anmerkungen und Register aus der sowjetischen Ausgabe übernommen wurden, machten die MEW sich durch den Vorwurf der Kanonisierung und Dogmatisierung angreifbar, die den Leser nach der Auffassung einiger Kritiker zu der Meinung hinführen sollten, dass der Marxismus-Leninismus die einzig korrekte Marx-Interpretation sei.
Entstandene Kontroversen um die Auswahl der Texte in den MEW hatten sich relativ schnell erledigt, nachdem bspw. die Auslassung der „Ökonomisch-philosophischen Manuskripte“ (1844) von Karl Marx und weiterer Frühschriften der beiden Autoren im ersten Band der Ausgabe (1956) durch die beiden Ergänzungsbände 1967/68 korrigiert worden war. Da den in den MEW edierten Texten zudem die Originalmanuskripte zugrunde lagen, ist die Korrektheit der Texte selber unumstritten, und die MEW werden von Wissenschaftlern verschiedener Schulen und Strömungen als maßgebliche Ausgabe anerkannt. Die Kommentierung der vor 1989 erschienenen Auflagen wird dabei heute mehrheitlich ignoriert, zumal die seit den 1990er Jahren neu aufgelegten Bände der MEW jeweils aktualisierte Vorworte enthalten, die sich von alten Interpretationen abgrenzen und den neueren Forschungsstand einarbeiten.

## Lektürebeschränkungen in der DDR
Der Zugang zu den Schriften der marxistisch-leninistischen „Klassiker“ – darunter zu den Bänden der MEW – wurde für politische Häftlinge in der DDR eingeschränkt. So war es etwa DDR-Bürgern, die Meinungsfreiheit verlangt hatten und daraufhin verhaftet worden waren, in den 1970er Jahren grundsätzlich untersagt, aus Gefangenenbibliotheken die Marx-Engels-Werke zu entleihen, nachdem sie in Eingaben Marx’ 1842 geschriebenen Artikel „Bemerkungen über die neueste preußische Zensurinstruktion. Von einem Rheinländer“ (MEW, Bd. 1, S. 3–27) und andere Marx-Schriften zu zitieren begonnen hatten. Auch Häftlingen der von der Stasi Anfang der 1980er Jahre zerschlagenen „Sektion DDR“ der KPD/ML wurde das Lesen der „Klassiker“-Texte während ihres Gefängnisaufenthalts mitunter verboten.